# Вайдакута
Вайдакута (рум. Vaidacuta) — село у повіті Муреш в Румунії. Входить до складу комуни Суплак.
Село розташоване на відстані 252 км на північний захід від Бухареста, 14 км на південь від Тиргу-Муреша, 81 км на південний схід від Клуж-Напоки, 119 км на північний захід від Брашова.

## Населення
За даними перепису населення 2002 року у селі проживали 30 осіб.
Національний склад населення села:
| Національність | Кількість осіб | Відсоток |
| -------------- | -------------- | -------- |
| румуни         | 21             | 70,0%    |
| угорці         | 9              | 30,0%    |

Рідною мовою назвали:
| Мова      | Кількість осіб | Відсоток |
| --------- | -------------- | -------- |
| румунська | 21             | 70,0%    |
| угорська  | 9              | 30,0%    |